# Kraj Verre Oosten
De kraj Verre Oosten (Russisch: Дальневосточный край; Dalnevostotsjny kraj of ДВК; DVK) was een kraj van de RSFSR in het Russische Verre Oosten die werd geformeerd op 4 januari 1926 uit de oblast Verre Oosten. Het bestuurlijk centrum was Chabarovsk. In totaal omvatte het zeer dunbevolkte gebied ongeveer 2,6 miljoen km² en woonden er ongeveer 2,1 miljoen mensen.
De okroegen Amoer, Vladivostok, Zejsk, Kamtsjatka, Nikolajevsk, Sachalin, Sretensk, Chabarovsk en Tsjita maakten deel uit van de kraj.
Op 20 oktober 1938 werd per oekaze van de Opperste Sovjet bepaald dat de kraj Verre Oosten zou worden opgesplitst in de kraj Chabarovsk en kraj Primorje, waarmee deze ophield te bestaan.